# 5ª Armata combinata delle guardie
La 5ª Armata combinata delle guardie (in russo 5-я гвардейская общевойсковая армия?, 5-ja gvardejskaja obščevojskovaja armija; unità militare 06426) è una formazione delle Forze terrestri russe, facente parte del Distretto militare orientale e con base a Ussurijsk, nel Territorio del Litorale.

## Storia
L'armata fu formata nel 1939 nel Distretto militare di Kiev. All'inizio della seconda guerra mondiale, la formazione comprendeva il 15º e il 27º Corpo fucilieri, il 9º e 22º Corpo meccanizzato, le aree fortificate di Kovel' e Vladimir-Volynskij, due nodi di difesa dell'area fortificata di Strumilinskij insieme ad altre unità di supporto. Con l'inizio delle ostilità la 5ª Armata, come parte del Fronte sud-occidentale, combatté nelle direzioni di Kovel', Luc'k e Sokal', poi nelle aree di Brody, Dubno, Rovno e nelle posizioni dell'area fortificata di Korostenkovskij. Dall'11 luglio al 20 settembre partecipò a battaglie difensive con forze nemiche superiori in direzione di Kiev, subendo pesanti perdite.
Nell'ottobre successivo, l'armata venne ricostituita sulla base delle truppe del distretto fortificato di Možajsk, comprendendo la 32ª e 133ª Divisione fucilieri, la 18ª, 19ª, 20ª Brigata corazzata e un certo numero di unità di artiglieria, genio e altre unità. Dal 12 ottobre l'armata fece parte del fronte occidentale e fino al 4 dicembre combatté battaglie difensive nelle aree di Možajsk, Dorochov e Zvenigorod. Alla fine di novembre la 5ª Armata riuscì a fermare l'offensiva delle truppe tedesche sulla linea a ovest di Zvenigorod, Kubinka e Akulov. All'inizio di dicembre, la formazione venne rinforzata dalle riserve del Comando Generale e del fronte 19ª, 329ª, 336ª Divisione fucilieri, 2º Corpo cavalleria delle guardie, due battaglioni fucilieri e cinque battaglioni artiglieria lanciarazzi.
Con l'inizio della guerra sovietico-giapponese l'armata, composta dal 17º, 45º, 65º e 72º Corpo fucilieri e la 105º Area fortificata, partecipò all'operazione Harbin-Jilin. Le sue truppe, operando nella direzione dell'attacco principale del 1º Fronte dell'Estremo Oriente, sfondarono il nodo di resistenza Volyn delle truppe giapponesi e raggiunsero i contrafforti orientali della cresta Taipingling.
L'armata ricevette l'Ordine della Bandiera Rossa il 22 febbraio 1968 per l'eroismo e il coraggio dimostrati durante la seconda guerra mondiale.
Nel settembre 2017, il comandante dell'armata, tenente generale Valerij Asapov, trovandosi in Siria come consigliere militare, fu ucciso dall'ISIS nel corso dei combattimenti vicino a Deir ez-Zor da colpi di mortaio nemici mentre forniva supporto all'esercito siriano.
Il dicembre 2021, il ministro della difesa Sergej Šojgu conferì all'armata l'Ordine di Žukov.

### Guerra russo-ucraina
Nel gennaio 2022, formazioni dell'armata, insieme a quelle della 29ª, 35ª e 36ª Armata combinata, furono state avvistate in Bielorussia insieme al comando del Distretto militare orientale. Questo trasferimento di truppe sarebbe servito il mese successivo con l'inizio dell'invasione dell'Ucraina. Fra la fine di marzo e l'inizio di aprile sono stati uccisi in combattimento il comandante dell'872º Reggimento artiglieria semovente, tenente colonnello Fedor Solov'eve, e il suo superiore, vice comandante della 127ª Divisione fucilieri motorizzata, tenente colonnello Aleksandr Blinov.
Il 19 febbraio 2024, il 25º Reggimento difesa NBC ha ricevuto il titolo onorifico di unità delle guardie.
Il 1º aprile 2024, l'armata ha ottenuto il titolo onorifico di unità delle guardie per "l'eroismo e il coraggio di massa, la fermezza e il coraggio dimostrati dal personale dell'armata in operazioni di combattimento per proteggere la Patria e gli interessi dello Stato durante i conflitti armati".

## Ordine di battaglia
- 127ª Divisione fucilieri motorizzata (unità militare 44980) 
  -  114º Reggimento fucilieri motorizzato delle guardie "Duchovščina-Khingan" (unità militare 24776)
  -  143º Reggimento fucilieri motorizzato delle guardie (unità militare 21634)
  -  394º Reggimento fucilieri motorizzato delle guardie (unità militare 25573)
  -  218º Reggimento corazzato delle guardie (unità militare 82588)
  -  872º Reggimento artiglieria semovente "Vitebsk-Khingan" (unità militare 75234)
- 57ª Brigata fucilieri motorizzata delle guardie "Krasnograd" (unità militare 46102)
- 60ª Brigata fucilieri motorizzata (unità militare 16871)
- 305ª Brigata artiglieria delle guardie "Gumbinnen" (unità militare 39255)
- 8ª Brigata missilistica contraerea "Šiauliai" (unità militare 36411)
- 20ª Brigata missilistica delle guardie "Berlino" (unità militare 92088)
- 80ª Brigata comando "Vicebsk" (unità militare 19288)
- 101ª Brigata logistica (unità militare 11388)
- 186º Reggimento fucilieri motorizzato (unità militare 78985)[10]
- 25º Reggimento difesa NBC delle guardie (unità militare 58079)
- 35º Reggimento genio (unità militare 43294)
- 237º Battaglione guerra elettronica (unità militare 45105)
- 79º Centro comunicazioni (unità militare 86748)
- 78ª Compagnia specnaz

## Comandanti
- Maggior generale Michail Potapov (giugno - settembre 1941),
- Maggior generale Dmitrij Leljušenko (11 - 17 ottobre 1941)
- Tenente generale di artiglieria Leonid Govorov (18 ottobre 1941 - 25 aprile 1942)
- Tenente generale Ivan Fedjuninskij (25 aprile – 15 ottobre 1942)
- Colonnello generale Jakov Čerevičenko (15 ottobre 1942-27 febbraio 1943),
- Tenente generale Vitalij Polenov (27 febbraio 1943 – 25 ottobre 1943)
- Colonnello generale Nikolaj Krylov (25 ottobre 1943 - 16 ottobre 1944)
- Tenente generale Pëtr Šafranov (16 ottobre - 16 dicembre 1944),
- Colonnello generale Nikolaj Krylov (16 dicembre 1944 - dicembre 1945)[1]
- Colonnello generale Nikanor Začvataev (dicembre 1945 - 18 febbraio 1947)
- Colonnello generale Ivan Čistjakov (19 febbraio 1947 - 19 aprile 1948)
- Tenente generale Pëtr Koševoj (20 aprile 1948 - 8 giugno 1954)
- Tenente generale Michail Potapov (agosto 1954 - 15 aprile 1958)
- Tenente generale Aleksandr Egorovskij (16 aprile 1958 - 23 settembre 1960)
- Tenente generale Jakov Repin (24 settembre 1960 - 3 marzo 1964)
- Tenente generale Vasilij Petrov (giugno 1964 – 21 gennaio 1966)
- Tenente generale Kamil Ganeev (22 gennaio 1966 – 18 agosto 1969)
- Tenente generale Pëtr Sysoev (19 agosto 1969 - aprile 1971)
- Tenente generale Vladimir Končic (aprile 1971 – 6 marzo 1974)
- Tenente generale Anatolij Rjachov (7 marzo 1974 – 3 gennaio 1979)
- Tenente generale Anatolij Smirnov (4 gennaio 1979 – giugno 1983)
- Tenente generale Igor' Rodionov (giugno 1983-18 agosto 1985)
- Tenente generale Anatolij Kostenko (19 aprile 1985 - ottobre 1987)
- Maggior generale Aleksandr Judin (ottobre 1987 - dicembre 1989)
- Tenente generale Nikolaj Zvinčukov (dicembre 1989 - luglio 1990)
- Tenente generale Vladimir Potapov (luglio 1990 - febbraio 1993)
- Tenente generale Nikolaj Kormilcev (maggio 1993 - novembre 1994)
- Tenente generale Aleksandr Morozov (novembre 1994 - novembre 1997)
- Tenente generale Aleksandr Belousov (novembre 1997 - agosto 1999)
- Tenente generale Aleksandr Novikov (agosto 1999 - settembre 2001)
- Tenente generale Aleksandr Stoljarov (settembre 2001 - giugno 2003)
- Tenente generale Nikolaj Dymov (giugno 2003 - giugno 2006)
- Tenente generale Anatolij Sidorov (luglio 2006 - giugno 2008)
- Maggior generale Aleksandr Dvornikov (giugno 2008 - gennaio 2011)
- Tenente generale Andrej Serdjukov (gennaio 2011 - febbraio 2013)
- Tenente generale Aleksej Salmin (ottobre 2013 – settembre 2016)
- Tenente generale Valerij Asapov (ottobre 2016 – settembre 2017) †
- Maggior generale Roman Kutuzov (ottobre 2017 – agosto 2018) ad interim
- Tenente generale Oleg Cekov (agosto 2018 – settembre 2020)
- Tenente generale Aleksej Podivilov (18 settembre 2020 – 2022)
- Maggior generale Pëtr Bolgarev (2022 - 2024)
- Maggior generale Ivan Eruslanov (2024 - in carica)[2]